# Шостак, Лев Владимирович
Лев Владимирович Шостак (14 (27) ноября 1910; Проскуров, Украина — 2 января 1996; Санкт-Петербург, Россия) — советский актёр театра и кино, театральный деятель, педагог, режиссёр.

## Биография
Родился 14 или 27 ноября 1910 года в Проскурове (ныне — Хмельницкий) город на Украине. Рос и воспитывался в полноценной семье отца, военного врача и матери, преподавательницы учебного заведения. После того, как родители развелись, его отец обручался с другой. Мать одна воспитывала двоих детей, служила библиотекарем. Через некоторые годы семья переехала в Москву, где Лев пошёл обучаться в девятилетнюю опытно-показательную школу-коммуну П.Н. Лепешинского, которую окончил в 1929 году. Позднее Лев был разнорабочим, работал чертёжником на временных работах в таких городах, как Ленинград (Санкт-Петербург) и Архангельск. 
В 1935 году окончил Ленинградский театральный институт, став актёром, а затем обучился на режиссёра в Ленинградском Новом ТЮЗе (1935-1945). В 1956 году Лев пошёл учиться в Ленинградский театра Ленсовета, в котором учёбу так же завершил. С 1936 года по 1944 год и с 1958 года по 1964 год Лев был старшим преподавателем кафедры актёрского мастерства в Ленинградском театральном институте.
Ушёл из жизни 2 января 1996 года в Санкт-Петербурге в возрасте 85 лет. Похоронен на Богославском кладбище данного города.

## Творчество

### Фильмография
- 1935 — Совершеннолетие (Мотя, сын)
- 1939 — Четвёртный перископ (Шнеерсон, лейтенант, старпом миноносца Отважный)
- 1953 — Весна в Москве (фильм-спектакль); (Сдобнов, доцент)
- 1965 — Залп Авроры
- 1995 — Дебюсси, или Мадемуазель Шу-Шу (Антиквар), Франция

### Театральные работы
- А. Н. Островский «Снегурочка» - Брусило и Бирюч, 1935
- Д. Дэль «Музыкантская команда» - Тагер, 1935
- А. Бруштейн «Продолжение следует» - Польди, 1936
- А. Бруштейн «Голубое и розовое» - отец Блюмы Шапиро, 1936
- «Сказки Пушкина», 1937 ("О мертвой царевне и о семи богатырях" - Королевич Елисей)
- А. Пушкин «Борис Годунов» - князь Воротынский и Курбский, 1938
- А. Бруштейн «День живых» - Тонда, 1941
- А. Арбузов, А. Гладков «Бессмертный» - Славин, 1943
- А. Арбузов «Домик в Черкизове» - Шеремет, 1943 (и режиссер)